# Bébédjia
 Bébédjia è un comune del Ciad situato nel dipartimento di La Nya, provincia del Logone Orientale.
È il capoluogo del dipartimento.